# نبرد سوئیزائو
نبرد سوئیزائو (انگلیسی: Battle of Suixian–Zaoyang) یکی از ۲۲ درگیری اصلی بین ارتش انقلابی ملی (NRA) و نیروی زمینی امپراتوری ژاپن (IJA) در طول جنگ دوم چین و ژاپن بود.